# Herzsprung (Angermünde)
Herzsprung ist ein Ortsteil der Stadt Angermünde im Landkreis Uckermark in Brandenburg, liegt im Biosphärenreservat Schorfheide-Chorin und hat einen zugehörigen Wohnplatz Augustenfelde.

## Geschichte
Archäologische Funde belegen eine Besiedelung bereits zwischen dem 2. und 5. Jahrhundert. Erstmals urkundlich erwähnt wird der Ort im Jahr 1281. Am 15. Mai 1895 wurde der Bahnhof an der Berlin-Stettiner Eisenbahn eröffnet. Gut einhundert Jahre später, am 27. Mai 1995, wurde der inzwischen zum Haltepunkt zurückgestufte Bahnhof geschlossen. Von 1992 an gehörte Herzsprung zum Amt Angermünde-Land. Nach Auflösung des Amtes im Jahr 2003 erfolgte die Eingliederung in die Stadt Angermünde.

## Sehenswürdigkeiten

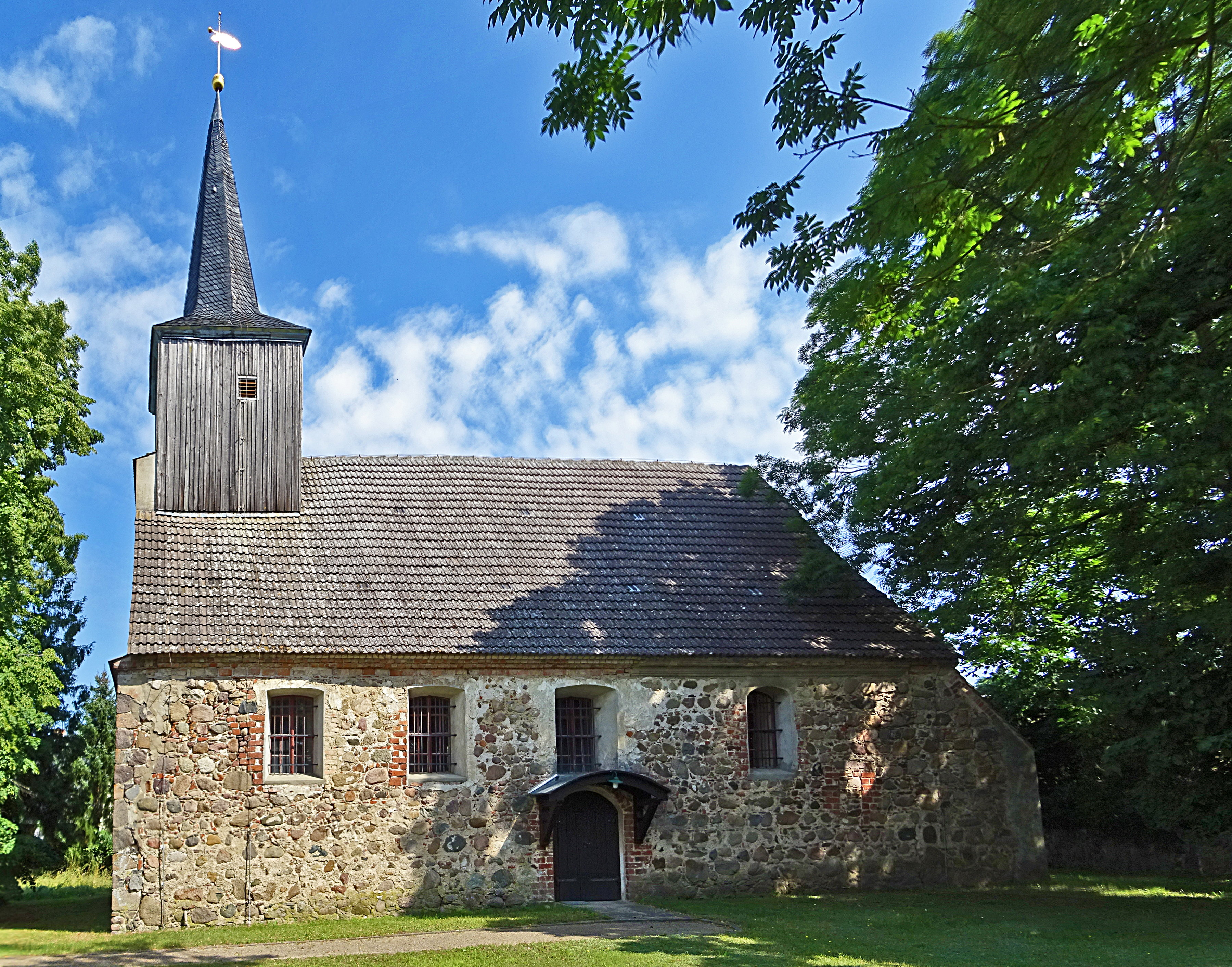
Kirche

- Die Dorfkirche wurde in der ersten Hälfte des 16. Jahrhunderts erbaut.
- Das Kriegerdenkmal erinnert an die im Ersten Weltkrieg gefallenen Einwohner.
- Der Ameisenbrunnen wurde vom Künstler Mecky Ferber gestaltet.[3]